# 水床湾
水床湾（みとこわん）は、徳島県海部郡海陽町の太平洋に面した湾である。北緯33度33分34.557秒 東経134度18分54.858秒

## 地理
徳島県の南端、高知県境にある湾。湾内には大小様々な島が浮かぶ。
宍喰浦の入江から水床湾にかけて浸食された砂岩は、それぞれ変化をみせ、烏帽子岩・へそ岩・座頭岩・立浪岩などが奇観を呈し、サビ島・鹿子居島・四島・ウバエ島などは松に覆われ、亜熱帯特有の雰囲気を持つ。

## 湾内の主な島嶼
- サビ島
- 鹿子居島
- ウバエ島
- 四島